# Železniška postaja Škofja Loka
Železniška postaja Škofja Loka je ena izmed železniških postaj v Sloveniji, ki oskrbuje naselje Škofja Loka. 
Postaja se nahaja v loškem predmestnem naselju Trata, kjer je mestna industrijska cona. Od središča Škofje Loke je kar precej oddaljena, zato ju ob delavnikih in sobotah povezuje redna avtobusna Alpetourjeva mestna proga.